# Светлое (Бильмакский район)
Светлое (укр. Світле) — село,
Смеловский сельский совет,
Бильмакский район,
Запорожская область,
Украина.
Код КОАТУУ — 2322786603. Население по переписи 2001 года составляло 3 человека.

## Географическое положение
Село Светлое находится на одном из истоков реки Янчур,
на расстоянии в 1,5 км от села Смелое.